# مقياس بوميه

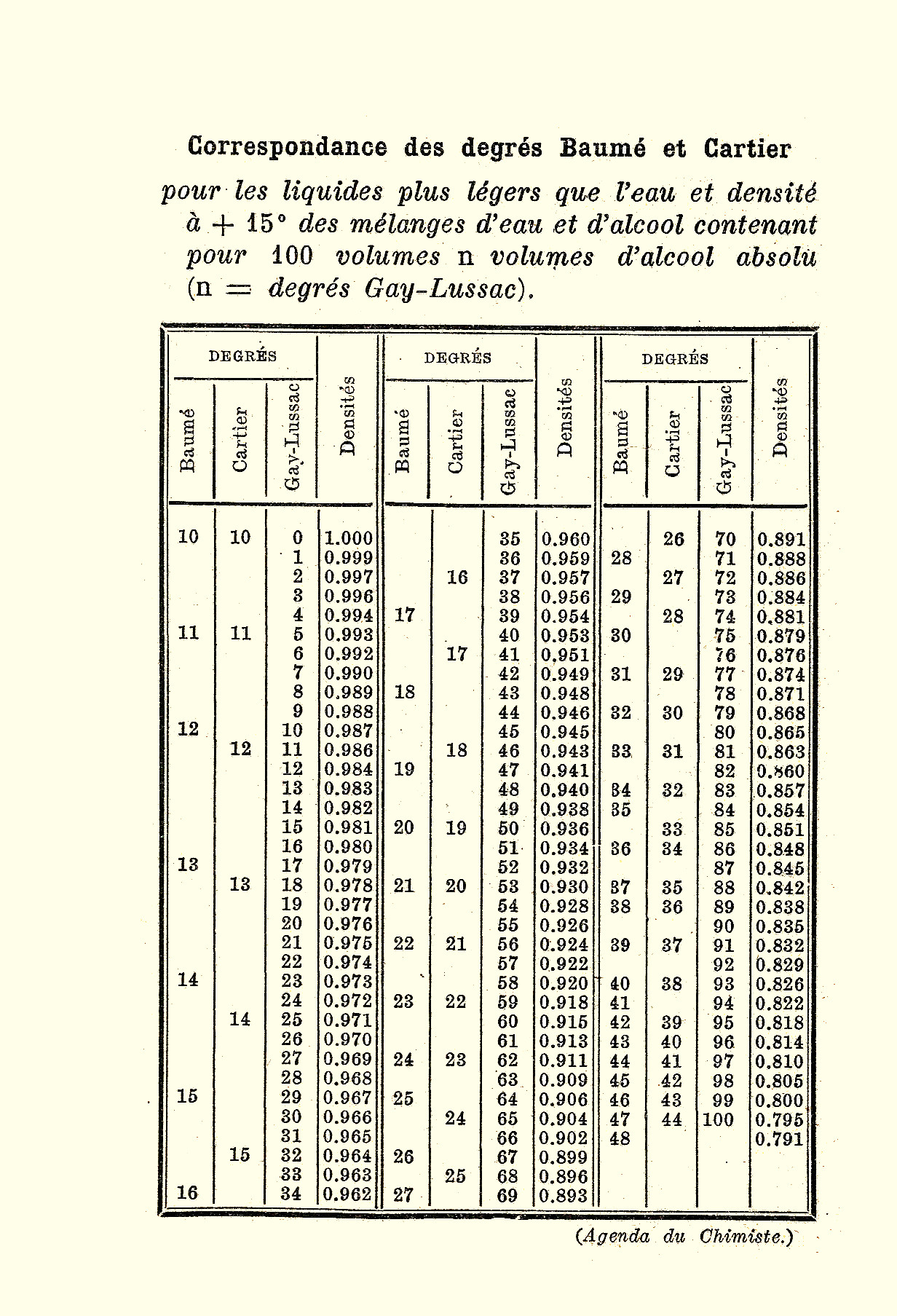

مقياس بوميه هو مكثاف (جهاز لقياس الكثافة) طوره العالم أنطوان بوميه سنة 1768 للمقارنة بين كثافة السوائل المختلفة. يعطي هذا المقياس بوحدة تسمى درجة بوميه ويرمز لها B° أو Bé° أو تكتب كتابة.
تقاس كثافة السوائل وفق هذا المقياس نسبة إلى كثافة الماء المقطر، والتي تعطى قيمة افتراضية نسبية وفق هذا المقياس مقدارها 0.

## التحويلات
إن العلاقة ما بين الكثافة النسبية (أو الثقل النوعي (s.g.)) وما بين مقياس بوميه تابعة لدرجة الحرارة؛ لذلك فإنه من الممكن أن توجد صيغ مختلفة للتحويلات في الدلائل المرجعية وذلك حسب درجة الحرارة المتعلقة.
على سبيل المثال في نسخة دليل مرجعي حديثة؛ تكون صيغة التجويل عند الدرجة 16 °س:
- للسوائل الأكثر كثافةً من الماء:

{\displaystyle {\text{s.g.}}={\frac {145}{145-\mathrm {degrees\ Baum{\acute {e}}} }}}
- للسوائل الأقل كثافةً من الماء:

{\displaystyle {\text{s.g.}}={\frac {140}{130+\mathrm {degrees\ Baum{\acute {e}}} }}}
في حين أنه في نسخة أقدم من دليل مرجعي آخر؛ تعطى العلاقة من غير الإشارة إلى درجة الحرارة الموافقة:
- للسوائل الأكثر كثافةً من الماء:

{\displaystyle {\text{s.g.}}={\frac {144}{144-\mathrm {degrees\ Baum{\acute {e}}} }}}
- للسوائل الأقل كثافةً من الماء:

{\displaystyle {\text{s.g.}}={\frac {144}{134+\mathrm {degrees\ Baum{\acute {e}}} }}}